# Montenegrinische Sprache
Die montenegrinische Sprache (montenegrinisch crnogorski jezik, црногорски језик) ist eine serbokroatische Sprachvarietät und Amtssprache Montenegros. Sie basiert wie Bosnisch, Kroatisch und Serbisch auf einem štokavischen Dialekt. Von den vier serbokroatischen Standardvarietäten ist sie die am wenigsten ausgebaute.
Die Verständigung mit Sprechern der vorgenannten Standardvarietäten verläuft problemlos, da die Unterschiede minimal sind (siehe auch: Deklaration zur gemeinsamen Sprache).

## Verbreitung
In der Volkszählung von 2003 gaben in Montenegro 62,50 Prozent der Bevölkerung Serbisch und 21,96 Prozent Montenegrinisch als ihre Muttersprache an, ohne dass sich diese Angaben ohne Weiteres mit tatsächlichen sprachlichen Unterschieden korrelieren ließen. In der Volkszählung von 2011 gaben 42,9 Prozent der Bevölkerung Serbisch und 37 Prozent Montenegrinisch als ihre Muttersprache an.

## Amtlicher Status
Die Amtssprache Montenegros ist laut der Verfassung vom 19. Oktober 2007 Montenegrinisch.
Die montenegrinische Regierung hatte bereits im Zusammenhang mit der Unabhängigkeit des Landes (2006) zunehmend versucht, die bisherige Sprachbezeichnung „Serbisch“ in offiziellen Dokumenten zu vermeiden und sie durch Formulierungen wie „die Landessprache“ zu ersetzen, ohne dass jedoch bisher die Amtssprache als „montenegrinische Sprache“ definiert worden wäre.

## Schrift
Montenegrinisch kann sowohl mit dem kyrillischen Alphabet als auch mit dem lateinischen Schriftsystem geschrieben werden. Dies ist entsprechend in der Verfassung von Montenegro verankert.

## Alphabet und Aussprache
Das montenegrinische Alphabet verfügt über dieselben Buchstaben wie das serbische, zuzüglich zweier zusätzlicher Grapheme:
kyrillisch
- А Б В Г Д Ђ Е Ж З З́  И Ј К Л Љ М Н Њ О П Р С С́  Т Ћ У Ф Х Ц Ч Џ Ш
- а б в г д ђ е ж з з́  и ј к л љ м н њ о п р с с́  т ћ у ф х ц ч џ ш

lateinisch
- A B C Č Ć D Dž Đ E F G H I J K L Lj M N Nj O P R S Š Ś T U V Z Ž Ź
- a b c č ć d dž đ e f g h i j k l lj m n nj o p r s š ś t u v z ž ź

Die Buchstaben q, w, x, y kommen nur in fremdsprachigen Eigennamen vor, was vor allem bei Fremdwörtern auffällt (z. B. Phönix = feniks, nicht fenix). Die Digraphen dž, lj und nj werden in der alphabetischen Ordnung jeweils als ein einziger Buchstabe behandelt. Es gibt nur eine sehr geringe Anzahl von Wörtern, in denen diese Zeichengruppen zwei getrennte Laute bezeichnen und deshalb als zwei Buchstaben behandelt werden müssen (z. B. „nadživjeti“ – jemanden überleben).
Die Mehrzahl der Buchstaben werden im Großen und Ganzen wie im Deutschen ausgesprochen.
| kyrillisch | lateinisch | Lautschrift | Beschreibung |
| ---------- | ---------- | ----------- | --- |
| а          | a          | /⁠a⁠/         | wie deutsches a |
| б          | b          | /⁠b⁠/         | immer stimmhaft |
| ц          | c          | /⁠ts⁠/        | immer /ts/, wie deutsches z |
| ч          | č          | /⁠tʃ⁠/        | tsch |
| ћ          | ć          | /tɕ/        | wie tsch; Aussprache wie bei ciao; oft schwer vom č zu unterscheiden                                                                                      |
| д          | d          | /⁠d⁠/         | immer stimmhaft |
| џ          | dž         | /⁠dʒ⁠/        | dsch wie in Dschungel |
| ђ          | đ          | /dʑ/        | sehr weiches dj, wie in die Magyaren |
| е          | e          | /⁠ɛ⁠/         | (im Vergleich mit dem Deutschen) immer offen |
| ф          | f          | /⁠f⁠/         | immer stimmlos f |
| г          | g          | /⁠ɡ⁠/         | immer stimmhaft |
| х          | h          | /⁠x⁠/         | immer hinteres „ach“-H, recht schwache Friktion |
| и          | i          | /⁠i⁠/         | wie deutsches i |
| ј          | j          | /⁠j⁠/         | oft wie kurzes, unbetontes i ausgesprochen |
| к          | k          | /⁠k⁠/         | weniger aspiriert als im Deutschen |
| л          | l          | /⁠l⁠/         | dumpfer (velarer) als im Deutschen; deutsches l wird oft als lj missinterpretiert                                                                         |
| љ          | lj         | /⁠ʎ⁠/         | zu einem Laut verschmolzen: palataler lateraler Approximant                                                                                               |
| м          | m          | /⁠m⁠/         | wie deutsches m |
| н          | n          | /⁠n⁠/         | wie deutsches n |
| њ          | nj         | /⁠ɲ⁠/         | zu einem Laut verschmolzen: stimmhafter palataler Nasal                                                                                                   |
| о          | o          | /⁠ɔ⁠/         | (im Vergleich mit dem Deutschen) immer offen |
| п          | p          | /⁠p⁠/         | weniger aspiriert als im Deutschen |
| р          | r          | /⁠r⁠/         | gerolltes Zungen-r. Kann auch als vokalisches (silbisches) R eine Silbe bilden und dabei lang oder kurz, betont oder unbetont sein. Beispiel: /kr̩k/ (Krk) |
| с          | s          | /⁠s⁠/         | immer stimmlos wie deutsches ß |
| ш          | š          | /⁠ʃ⁠/         | sch |
| с́          | ś          | /⁠ɕ⁠/         | zwischen deutschem ch in ich und deutschem ß in weiß |
| т          | t          | /⁠t⁠/         | weniger aspiriert als im Deutschen |
| у          | u          | /⁠u⁠/         | wie deutsches u |
| в          | v          | /⁠ʋ⁠/         | immer stimmhaft wie deutsches w |
| з          | z          | /⁠z⁠/         | stimmhaftes s wie in Salz oder Suppe |
| ж          | ž          | /⁠ʒ⁠/         | stimmhaftes sch wie das „J“ in Jalousien oder Journal |
| з́          | ź          | /⁠ʑ⁠/         | zwischen stimmhaftem s und j |

## Grammatik
Grammatikalisch betrachtet hat das Montenegrinische sieben Fälle (Kasus): Nominativ, Genitiv, Dativ, Akkusativ, Vokativ, Instrumentalis und Lokativ. Die Grammatik ist – bis auf wenige Ausnahmen – fast identisch mit jener des Bosnischen, Kroatischen und des Serbischen.

## Sprachbeispiel
Allgemeine Erklärung der Menschenrechte, Artikel 1 (Alle Menschen sind frei und gleich an Würde und Rechten geboren. Sie sind mit Vernunft und Gewissen begabt und sollen einander im Geist der Brüderlichkeit begegnen.): 
- In lateinischer Schrift: „Sva ljudska bića rađaju se slobodna i jednaka u dostojanstvu i pravima. Ona su obdarena razumom i savješću i jedni prema drugima treba da postupaju u duhu bratstva.“[8]
- In kyrillischer Schrift: „Сва људска бића рађају се слободна и једнака у достојанству и правима. Она су обдарена разумом и савјешћу и једни према другима треба да поступају у духу братства.“

## Standpunkte in der montenegrinischen Sprachenfrage
In der Diskussion um die Bezeichnung und Kodifizierung der Sprache Montenegros existieren derzeit im Wesentlichen drei unterschiedliche Standpunkte:

### Montenegrinisch als ijekavisches Serbisch
Die Vertreter des Standpunktes, das Montenegrinische sei ein integraler Bestandteil der serbischen Sprache, gehen davon aus, dass das Serbische eine Sprache mit zwei Standardvarietäten sei, die sich vor allem durch die ijekavische bzw. ekavische Aussprache unterscheiden (die auch in der Schrift ausgedrückt wird). Demzufolge bildet die Sprache Montenegros zusammen mit derjenigen der Serben Bosnien-Herzegowinas und Kroatiens die ijekavische Varietät des Serbischen und steht der Sprache Serbiens als ekavischer Varietät gegenüber.
Die Vertreter dieser Richtung streben, abgesehen von der Unterscheidung zwischen Ijekavisch und Ekavisch, eine möglichst einheitliche Kodifikation des Serbischen an, die auch in Montenegro Geltung haben soll. Dieser Standpunkt, das Montenegrinische sei integraler Teil des Serbischen, wird von einem großen Teil der montenegrinischen Sprachwissenschaftler vertreten, sowohl von an Hochschulen in Montenegro als auch von in Serbien tätigen. Der derzeitige Wortlaut der montenegrinischen Verfassung stimmt mit diesem Standpunkt überein, die Praxis der derzeitigen Regierung hingegen nicht.
Die Vertreter dieser Position werfen den Vertretern der anderen beiden Positionen „sprachlichen Separatismus“ vor, während ihnen vor allem von montenegrinischen Nationalisten vorgeworfen wird, die Montenegriner an die Serben assimilieren zu wollen.

### Montenegrinisch als staatsspezifische/nationale Varietät → Sprache
Die Vertreter des Standpunktes, das Montenegrinische sei eine eigene staatliche/nationale Varietät innerhalb des serbokroatischen Diasystems, gehen davon aus, dass sich schon zur Zeit des ehemaligen Jugoslawiens in den einzelnen Teilrepubliken des offiziell serbokroatischen Sprachgebietes eigene republikspezifische Standardvarietäten gebildet haben. Demzufolge ist das Montenegrinische die Standardvarietät Montenegros, die das Recht auf Gleichberechtigung mit denen der anderen Republiken (Serbisch, Kroatisch, Bosnisch) habe.
Diese Sichtweise bestreitet nicht die Gemeinsamkeiten dieser Standardvarietäten und die Möglichkeit, diese als Varietäten einer einzigen plurizentrischen Sprache anzusehen. Da in der Gegenwart jedoch die anderen drei Standardvarietäten als selbständige Sprachen anerkannt seien, müsse dies auch für das Montenegrinische gelten. Auf der Ebene der Sprachstruktur wird von Vertretern dieses Standpunktes betont, dass das Montenegrinische nicht vollständig mit der ijekavischen Varietät des Serbischen (z. B. in Bosnien) identisch sei, sondern einige lexikalische und morphologische Spezifika aufweise, die auch schon zu jugoslawischer Zeit als montenegrinischer standardsprachlicher Ausdruck der serbokroatischen oder kroatoserbischen Sprache (crnogorski književnojezički izraz srpskohrvatskoga ili hrvatskosrpskoga jezika) anerkannt worden seien.
Dieser Standpunkt wird von einem Teil der an Hochschulen in Montenegro tätigen Sprachwissenschaftler vertreten. Er entspricht (soweit sich das beurteilen lässt) auch demjenigen der derzeitigen Regierung Montenegros.
Von Vertretern der ersten Position wird den Vertretern dieser Position oft „sprachlicher Separatismus“ vorgeworfen, von Vertretern der dritten Position hingegen ein Festhalten an angeblich „serbisierten“ Sprachnormen aus jugoslawischer Zeit.

### Montenegrinisch als eigenständige Sprache mit neuer Kodifikation
Der Standpunkt, das Montenegrinische sei schon von alters her eine eigenständige Sprache, deren Merkmale durch die bisherigen Kodifikationen nicht hinreichend wiedergegeben würden, wird vor allem von dem in Zagreb ausgebildeten Philologen Vojislav Nikčević, heute Leiter des Instituts für Montenegrinische Sprache in Podgorica, vertreten.
Er hat eine eigene Kodifikation der montenegrinischen Sprache ausgearbeitet, die sich deutlich von dem bisherigen schriftsprachlichen Usus in Montenegro unterscheidet. Seine Lehr- und Wörterbücher des Montenegrinischen wurden von kroatischen Verlagen veröffentlicht, weil sich die größten montenegrinischen Verlagshäuser, wie z. B. „Obod Cetinje“, an die offiziellen Sprachnormen und Sprachbezeichnungen halten (bis 1992 Serbokroatisch, danach Serbisch).
Die auffälligsten Merkmale von Nikčevićs Kodifikation sind die Schaffung der Buchstaben <ś>, <ź> und <з> für die seiner Ansicht nach spezifisch montenegrinischen Laute [⁠ɕ⁠], [⁠ʑ⁠] und [⁠dz⁠] sowie die Wiedergabe der Palatalisierung von t und d vor je in der Schrift. Außerdem betont er morphologische und lexikalische Unterschiede gegenüber dem Serbischen und den anderen Nachbarsprachen.
Die schriftsprachliche Praxis der letzten Jahrzehnte in Montenegro ist laut Nikčević abzulehnen, da sie einen „serbisierten“ Sprachzustand wiedergäbe, der diese Spezifika nicht angemessen berücksichtige.
Kritiker wenden jedoch ein, dass die Laute [⁠ɕ⁠], [⁠ʑ⁠] und [⁠dz⁠] den standardsprachlichen Kombinationen [sj], [zj] und [⁠z⁠] entsprächen. Außerdem seien diese Lautkombinationen nicht auf das Staatsgebiet Montenegros beschränkt, sondern auch bei Sprechern anderer štokavischer Dialekte wie Bosniaken und Kroaten anzutreffen. So entsprächen die von Verfechtern dieser Norm des Montenegrinischen beanspruchten Schreibweisen śekira ‘Axt, Beil’, predśednik ‘Vorsitzender, Präsident’ und iźelica ‘Vielfraß’ den standardsprachlichen ijekavisch-serbischen Varianten sjekira, predsjednik und izjelica. Ähnlich verhalte es sich mit den palatalisierten t (tj) und d (dj), die Nikčević als ć und đ darstellt. So entspräche das montenegrinische Verb ćerati ‘[an]treiben’ dem ijekavisch-serbischen tjerati bzw. đevojka ‘Mädchen’ dem serbischen djevojka.
Nikčevićs Sprachnorm wurde lange de facto ausschließlich von seinen Schülern verwendet. 2009 wurden die zusätzlichen Grapheme <ś> und <ź> jedoch in die amtlichen Regeln zur montenegrinischen Rechtschreibung aufgenommen.

## Historische und politische Erwägungen
Die Entstehung der montenegrinischen Sprache gilt unter einigen Historikern und Slawisten als ein Ausdruck der Aufspaltung des ehemaligen Jugoslawiens. In der Folge waren sowohl in Kroatien als auch in Serbien und Bosnien-Herzegowina Tendenzen zum Ausbau der jeweiligen Standardsprache und ein gesteigerter Sprachpurismus zu beobachten. Dieser Entwicklung lag der Gedanke zugrunde, dass jeder Staat seine eigene Standardsprache haben müsse. Das träfe auch für Montenegro zu.
Dagegen betrachten sich allerdings viele Montenegriner als Serben und ihre Sprache als Serbisch, andere als Montenegriner mit serbischer Sprache.
Ob die genannten phonetischen und lexikalischen Unterschiede zur serbischen Standardsprache eine Bezeichnung des Montenegrinischen als Einzelsprache rechtfertigen, ist eine politische Frage, die in verschiedenen Zeiten unterschiedlich beurteilt wurde.

Daraus wird ersichtlich, dass phonetische, lexikalische und semantische Unterschiede nur bedingt als objektive Abgrenzungskriterien für Einzelsprachen geeignet sind und mit Instrumenten der Sprachpolitik willkürlich und systematisch gestaltet werden können. Darüber hinaus wird die Entstehung nationaler Sprachen seit den 1990ern zunehmend als eine Ausprägung des Selbstbestimmungsrechts der Völker verstanden.

## Aktuelle Entwicklungen
Im Verfassungsentwurf Montenegros vom 2. April 2007 wurde in Artikel 12 die montenegrinische Sprache als Amtssprache definiert. In der serbisch-montenegrinischen Öffentlichkeit entbrannte daraufhin eine Debatte über Sinn und Unsinn der Bezeichnung „montenegrinische Sprache“:
- Die montenegrinischen Parteien Srpska lista, SNP, NS und DSS forderten stattdessen die Bezeichnung „serbische Sprache mit ijekavischer Aussprache“. Die Partei „Pokret za promjene“ (Bewegung für Veränderungen) forderte hingegen die Bezeichnung „Einheitssprache, die von den Bürgern Serbisch, Montenegrinisch genannt wird“, während die Bošnjačka stranka (Bosniakenpartei) „Montenegrinisch, Serbisch und Bosnisch“ forderte.

- Der Belgrader Universitätsprofessor Ranko Bugarski ist der Ansicht, dass es schwierig sei, eine Umbenennung der Amtssprache vom linguistischen Standpunkt zu rechtfertigen, weil es sich um die serbische Sprache handle, die in Montenegro einige regionale Eigenschaften aufweise.

- Der Vorsitzende des Komitees für Standardisierung der serbischen Sprache der Serbischen Akademie der Wissenschaften und Künste, Ivan Klajn, appellierte an ausgewählte Akademiker in Montenegro, die Bezeichnungen serbische Sprache und kyrillische Schrift beizubehalten.

- Der Novosader Philologe und Universitätsprofessor Mato Pižurica bezeichnet das Montenegrinische als eine Sprache, die auf Vuk Karadžićs neuštokavischer Sprache, welche traditionell als Serbisch bezeichnet wird, basiere, und schlug vor, diese Definition in die Verfassung aufzunehmen.

- Igor Lakić, Dekan des Instituts für Fremdsprachen in Podgorica, unterstützt die Umbenennung der Amtssprache in Montenegrinisch, spricht sich jedoch gegen künstliche Veränderungen und Archaisierungen aus, wie sie in einigen Nachbarstaaten und teilweise in Montenegro betrieben werden.

- Der norwegische Linguist Svein Mønnesland, Professor für Literatur und europäische Sprachen an der Universität Oslo, Mitglied der Norwegischen Akademie der Wissenschaften und Künste, setzt sich mit Nachdruck für die montenegrinische Sprache ein. Im Rahmen des zweitägigen Symposiums „Die sprachliche Situation in Montenegro – Norm und Standardisierung“ (Podgorica 2007), das von der Montenegrinischen Akademie der Wissenschaften und Künste sowie vom Institut für osteuropäische und orientalische Studien der Universität Oslo veranstaltet worden war, rief Mønnesland Linguisten mit abweichenden Standpunkten zur „Zusammenarbeit“ auf. Es sei zu erwarten, dass die montenegrinische Sprache in die Verfassung eingehen werde. In einer hitzigen Podiumsdiskussion mit Serbokroatisten aus Europa (Gäste aus Kroatien und Bosnien waren zwar eingeladen, blieben dem Symposium jedoch fern) behauptete Mønnesland, es sei aussichtslos, sich für die serbische Sprache in Montenegro einzusetzen, weil das Montenegrinische eine „beschlossene Sache“ sei. Mønnesland war bereits als Koorganisator zweier ähnlicher Symposien in Bosnien und Herzegowina, die der Kodifizierung der sogenannten bosnischen Sprache vorausgingen, aufgetreten. Sein Vortrag stieß auf massive Kritik:
  - Der norwegische Linguist Per Jacobssen vertrat die Ansicht, dass Sprachen gleich blieben, solange sich ihre Struktur nicht ändere. Jacobssen schlussfolgerte aus den derzeit verfügbaren Quellen, dass sich das Montenegrinische nicht wesentlich von der serbokroatischen Standardsprache unterscheide.
  - Der dänische Linguist Henning Merck hob hervor, dass es sich beim Montenegrinischen aus systemischer Sicht um die serbokroatische Sprache handele, weil die grammatische Struktur gleich sei. Auch aus sprachgenetischer Sicht handle es sich um eine Sprache, die auf dem Neuštokavischen basiere.
  - Snežana Kordić zitierte aus dem 2004 erschienenen Buch Language, discourse and borders in the Yugoslav successor states von Brigitta Busch und Hellen Kelly Holmes, und erinnerte an die Rolle der Linguistik als einer Disziplin, die von den herrschenden politischen Interessen unabhängig agieren sollte. Eine Aufgabe von Linguisten könne sein, auf Widersprüche, die den Bezeichnungen Serbische, Kroatische und Bosni(aki)sche Sprache innewohnten, aufmerksam zu machen.
  - Der Linguist Mihailo Šćepanović kritisierte das „fehlgeschlagene norwegische Experiment“, welches offenbar auf Montenegro übertragen werden solle. Da der Montenegrinische Dialekt auf einer Serbisch-ijekavischen Mundart aus der östlichen Herzegowina basiere, sei dessen Kodifizierung auf Grundlage eines nicht existenten „montenegrinischen Dialekts“ unsinnig und könne mit wissenschaftlichen Argumenten nicht untermauert werden.
  - Rajka Glušica, Professor für serbische Sprache in Nikšić, teilte als einziger Symposiumsteilnehmer Mønneslands Standpunkt zur Unabdingbarkeit der montenegrinischen Amtssprache, sprach sich jedoch gegen künstliche Veränderungen und Archaisierungen der Sprache aus.

Am 19. Oktober 2007 trat die neue Verfassung in Kraft. Der Name der Amtssprache wird darin als „Montenegrinisch“ festgelegt.
Anfang 2008 beauftragte die Regierung von Montenegro eine dreizehnköpfige Kommission mit der Standardisierung des Montenegrinischen. Im Ergebnis stellte die Kommission im Juli 2009 eine Rechtschreibung des Montenegrinischen vor, die die zwei zusätzlichen Buchstaben ś („weiches s“) und ź („weiches z“) enthält. Diese wurde durch das Bildungsministerium Montenegros genehmigt und stellt damit die Standardsprache in Montenegro dar. Im Juli 2010 beschloss das Parlament, ab Herbst Montenegrinisch auf der Grundlage der vorgelegten Rechtschreibung als Unterrichtsfach statt Serbisch an den Schulen des Landes einzuführen. Gleichzeitig wurden die Ergebnisse einer im Juni 2010 des montenegrinischen Kulturinstituts Matica crnogorska durchgeführten repräsentativen Umfrage veröffentlicht, nach der 38,2 % der Einwohner Montenegros angaben, Montenegrinisch zu sprechen, während sich 41,6 % für das Serbische entschieden.
- Am 10. Mai 2011 wurde der vierte Antrag, eine eigene montenegrinischsprachige Wikipedia-Seite ins Leben zu rufen, abgelehnt. Ein 5. Versuch ist anhängig, da Montenegrinisch nun einen eigenen iso-code besitzt.[14]